# Secretaría de Medio Ambiente y Recursos Naturales
La Secretaría de Medio Ambiente y Recursos Naturales (SEMARNAT) es una de las veintiún secretarías de Estado que, junto con la Consejería Jurídica del Ejecutivo Federal y la Agencia de Transformación Digital y Telecomunicaciones, conforman el gabinete legal del presidente de México. Es el despacho del poder ejecutivo federal en el ámbito de desarrollo sustentable y el equilibrio ambiental.
Es la encargada de diseñar, planear, ejecutar y coordinar las políticas públicas en materia de recursos naturales, ecología, saneamiento ambiental, agua, pesca y sustentabilidad urbana. Lo anterior incluye la protección, restauración y conservación de los ecosistemas; asesorar al resto del gabinete para que, en el ámbito de sus responsabilidades, se conduzcan con apego al concepto de desarrollo sustentable; administrar y regular el uso de los recursos naturales en manos del gobierno (excepto hidrocarburos y minerales radioactivos); vigilar el cumplimiento de las leyes y normatividades ambientales en la industria, servicios públicos y comercio; proponer la formación, y administrar en su caso, las áreas naturales protegidas; establecer programas para la protección de la flora y la fauna; conducir las estrategias gubernamentales para el combate del cambio climático; establecer límites y vedas para la explotación de recursos naturales; fomentar el uso de energías renovables y tecnologías que armonicen el uso de los recursos naturales y el desarrollo económico; administrar, a través de la Comisión Nacional del Agua, todos los cuerpos de agua en el interior del territorio nacional; operar la Procuraduría Federal de Protección al Ambiente; y vigilar la conservación de los Patrimonios naturales de la Humanidad en México (los patrimonios culturales e inmateriales son responsabilidad de la Secretaría de Cultura).

## Logotipos

Logotipo durante la administración de Felipe Calderón (2006-2012)
Logotipo durante la administración de Enrique Peña Nieto (2012-2018)
Logotipo durante la administración de Andrés Manuel López Obrador (2018-2024)
Logotipo durante la administración de Claudia Sheinbaum Pardo (Desde 2024)

## Historia
El primer organismo gubernamental en materia de medio ambiente en la historia del país fue la Subsecretaría para el Mejoramiento del Ambiente, creada en 1972, de la Secretaría de Salubridad y Asistencia (hoy Secretaría de Salud).

José López Portillo creó el Departamento de Pesca.

Según Manuel Quijano Torres, tras el inicio de la presidencia de José López Portillo, ocurrió una de las reformas más importantes del gabinete de México ya que «se quiso introducir una mayor racionalidad a la estructura del gobierno federal» con la publicación de la Ley Orgánica de la Administración Pública Federal (LOAPF) el 29 de diciembre de 1976. Las facultades medioambientales quedaron repartidas entre cinco dependencias federales: la Secretaría de Salubridad y Asistencia (hoy Secretaría de Salud), la Secretaría de Asentamientos Humanos y Obras Públicas (hoy Secretaría de Bienestar), la Secretaría de la Reforma Agraria (hoy Secretaría de Desarrollo Agrario, Territorial y Urbano) y más concretamente en materia de recursos naturales, en la Secretaría de Agricultura y Recursos Hidráulicos (hoy Secretaría de Agricultura y Desarrollo Rural).  En esa misma publicación también se creó una nueva dependencia: el Departamento de Pesca, que es el primer órgano antecesor de la actual secretaría que en aquel entonces se encargaba de la materia homónima y acuacultura. 
Dos años más tarde fue creada la Comisión Intersecretarial de Saneamiento Ambiental conformada por los titulares de nueve secretarías de estado y dos departamentos de estado y cuyo objetivo era conducir la política de saneamiento ambiental, la prevención y control de la contaminación, la conservación del equilibrio ecológico y la restauración y mejoramiento del ambiente.
Con Miguel de la Madrid en 1982 se profundizó el modelo organizativo del anterior sexenio: una reforma de la LOAPF transformó la Secretaría de Asentamientos Humanos y Obras Públicas en la Secretaría de Desarrollo Urbano y Ecología, en cuyo organigrama la Subsecretaría de Ecología se concentraba en la creación y seguimiento de las políticas ambientales. No obstante, lo relativo en recursos naturales seguía depositado en su mayoría en la Secretaría de Agricultura y Recursos Hidráulicos. Asimismo, se elevó de rango el Departamento de Pesca a la Secretaría de Pesca, sin gran variación en sus facultades.

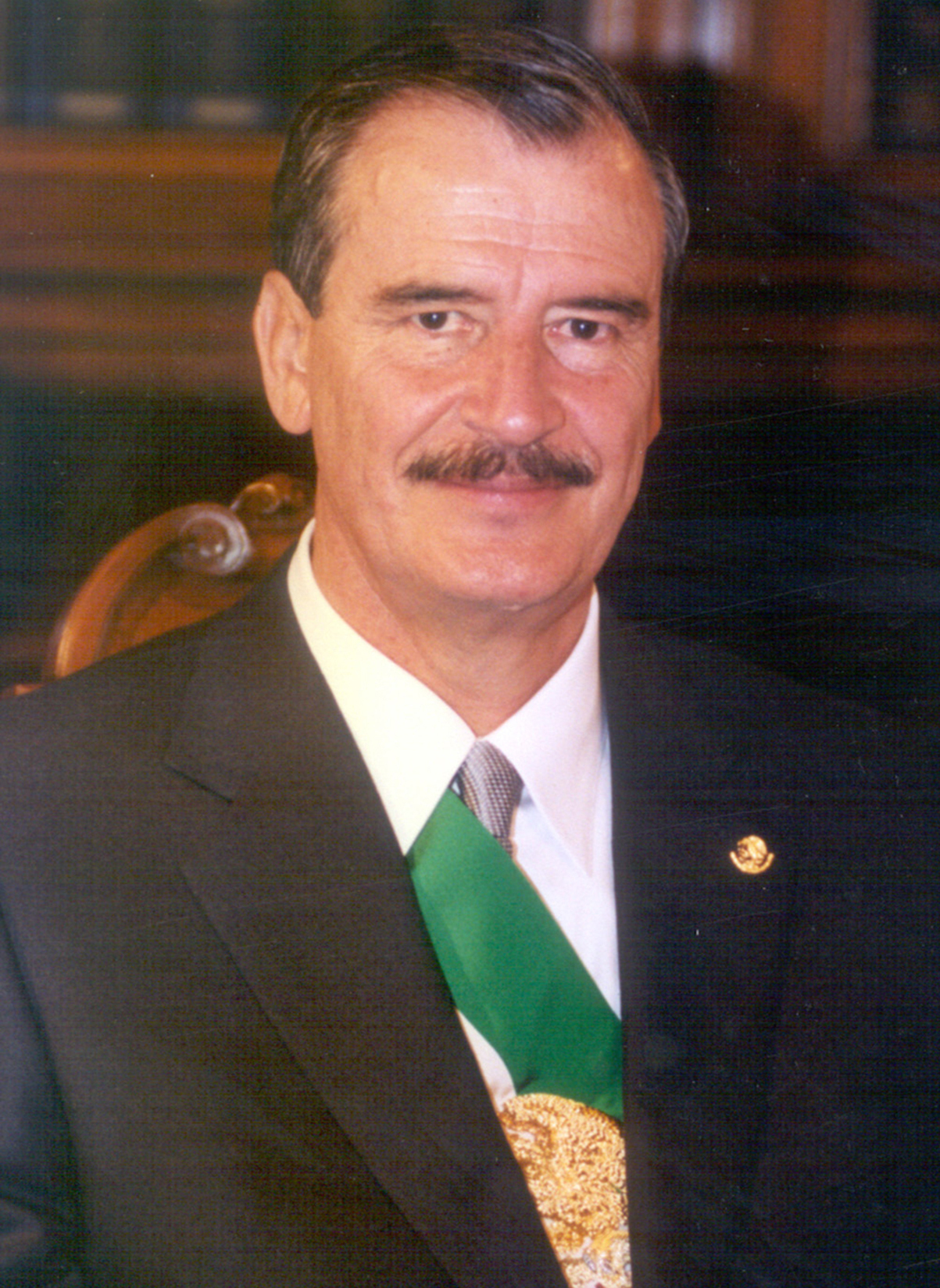
Vicente Fox le dio su nombre y facultades actuales a la secretaría.

En 1994 con el presidente Ernesto Zedillo la Secretaría de Pesca adquirió la mayoría de las facultades que hoy posee. La Secretaría de Agricultura y Recursos Hidráulicos se transformó en la Secretaría de Agricultura, Ganadería y Desarrollo Rural, por lo que pasó de tener entre sus responsabilidades la agricultura, ganadería y agua (entre otros recursos naturales, menos los minerales, propiedad de la Secretaría de Energía, Minas e Industria Paraestatal) a únicamente agricultura y ganadería, así como el apoyo de la vida del campo junto con la Secretaría de la Reforma Agraria (hoy Secretaría de Desarrollo Agrario, Territorial y Urbano. Mientras que la Secretaría de Pesca se transformó en Secretaría de Medio Ambiente, Recursos Naturales y Pesca, que unificó en un solo ministerio el manejo de los recursos naturales (incluidos de los minerales, pero no de los minerales radioactivos, encargado la ahora Secretaría de Energía) y el medio ambiente, así como la pesca.
Con la administración de Vicente Fox fue cuando se concretó una separación entre los recursos naturales y las actividades del sector primario: la 
Secretaría de Medio Ambiente, Recursos Naturales y Pesca transfirió se deslindó de la pesca —única materia en la que en origen era responsable— para encargarse únicamente de los recursos naturales y se transformó en la Secretaría de Medio Ambiente y Recursos Naturales, nombre que ostenta desde el 2000. Mientras que la Secretaría de Agricultura, Ganadería y Desarrollo Rural se encargó de la pesca (a través de la Comisión Nacional de Acuacultura y Pesca, fundada en 2001), por lo que concentró la totalidad del sector agropecuario, y se cambió el nombre a Secretaría de Agricultura, Ganadería, Desarrollo Rural, Pesca y Alimentación, nombre que mantuvo hasta 2018 cuando se simplificó a Secretaría de Agricultura y Desarrollo Rural pero sin cambiar sus responsabilidades.

## Funciones
Conforme al artículo 32 Bis de la Ley Orgánica de la Administración Pública Federal, a esta secretaría le corresponden las siguientes funciones:

- Fomentar la protección, restauración y conservación de los ecosistemas y recursos naturales y bienes y servicios ambientales, con el fin de propiciar su aprovechamiento y desarrollo sustentable.
- Formular y conducir la política nacional en materia de recursos naturales; así como en materia de ecología, saneamiento ambiental, agua y regulación ambiental del desarrollo urbano y de la actividad pesquera.
- Ejercer acciones para realizar la defensa del derecho a un medio ambiente sano y demás derechos humanos relacionados con el medio ambiente, en términos de las disposiciones jurídicas aplicables;
- Regular el uso, así como administrar y promover el aprovechamiento sustentable de los recursos naturales que correspondan a la Federación, con excepción de los hidrocarburos, los minerales radioactivos y demás minerales o substancias competencia de otra dependencia o entidad de la Administración Pública Federal;
- Establecer, con la participación que corresponda a otras dependencias y a las autoridades estatales y municipales, normas oficiales mexicanas sobre la preservación y restauración de la calidad del medio ambiente; sobre los ecosistemas naturales; sobre el aprovechamiento sustentable de los recursos naturales y de la flora y fauna silvestre, terrestre y acuática; sobre descargas y tratamiento de aguas residuales, y en materia minera; sobre materiales peligrosos y residuos sólidos y peligrosos; sobre desarrollo forestal sostenible, biodiversidad, emisiones a la atmósfera, cambio climático y ordenamiento ecológico; así como establecer otras disposiciones administrativas de carácter general en estas materias y otras de su competencia, para la interpretación y aplicación de las normas oficiales mexicanas;
- Vigilar, promover y estimular, en coordinación con las autoridades federales, estatales y municipales, el cumplimiento de las leyes, reglamentos, normas oficiales mexicanas y estándares, así como programas relacionados con recursos naturales, medio ambiente, aguas, bosques, la atmósfera, suelos, biodiversidad y demás materias competencia de la Secretaría;
- Identificar e inspeccionar lugares y zonas en materia ambiental en coordinación con las autoridades competentes y, en su caso, iniciar los procedimientos e imponer las sanciones y ordenar las medidas de seguridad y de urgente aplicación que resulten procedentes, de conformidad con las disposiciones aplicables;
- Proponer el establecimiento de áreas naturales protegidas y promover su administración y vigilancia.
- Organizar y administrar áreas naturales protegidas y supervisar las labores de conservación, protección y vigilancia de dichas áreas.
- Ejercer la posesión y propiedad de la nación en las playas, zona federal marítimo terrestre y terrenos ganados al mar.
- Promover el ordenamiento ecológico del territorio nacional.
- Evaluar y dictaminar las manifestaciones de impacto ambiental de proyectos de desarrollo, resolver sobre los estudios de riesgo ambiental, así como sobre los programas para la prevención de accidentes con incidencia ecológica.
- Elaborar, promover y difundir las tecnologías y formas de uso requeridas para el aprovechamiento sustentable de los ecosistemas y sobre la calidad ambiental de los procesos productivos, de los servicios y del transporte.
- Fomentar y realizar programas de restauración ecológica.
- Evaluar la calidad del ambiente y establecer y promover el sistema de información ambiental, que incluirá los sistemas de monitoreo atmosférico, de suelos y de cuerpos de agua de jurisdicción federal, y los inventarios de recursos naturales y de población de fauna silvestre.
- Desarrollar y promover metodologías y procedimientos de valuación económica del capital natural y de los bienes y servicios ambientales que este presta, y cooperar para desarrollar un sistema integrado de contabilidad ambiental y económica.
- Conducir las políticas nacionales sobre cambio climático y la capa de ozono.
- Promover la participación social y de la comunidad científica en la formulación, aplicación y vigilancia de la política ambiental, y concertar acciones e inversiones para la protección y restauración del ambiente.
- Llevar el registro y cuidar la conservación de los árboles históricos y notables del país.
- Proponer, y en su caso resolver sobre el establecimiento y levantamiento de vedas forestales, de caza y pesca, y establecer el calendario cinegético y el de aves canoras y de ornato.
- Imponer las restricciones sobre la circulación o tránsito por el territorio nacional de especies de la flora y fauna silvestres procedentes del o destinadas al extranjero, y promover el establecimiento de medidas de regulación o restricción a su importación o exportación, cuando se requiera para su conservación y aprovechamiento.
- Dirigir los estudios, trabajos y servicios meteorológicos, climatológicos, hidrológicos y geohidrológicos, así como el sistema meteorológico nacional.
- Coordinar, concertar y ejecutar proyectos de formación, capacitación y actualización para mejorar la capacidad de gestión ambiental y el uso sustentable de recursos naturales; estimular que las instituciones de educación superior y los centros de investigación realicen programas de formación de especialistas, proporcionen conocimientos ambientales e impulsen la investigación científica y tecnológica en la materia; promover que los organismos de promoción de la cultura y los medios de comunicación social contribuyan a la formación de actitudes y valores de protección ambiental y de conservación de nuestro patrimonio natural; y fortalecer los contenidos ambientales de planes y programas de estudios y los materiales de enseñanza de los diversos niveles y modalidades de educación.
- Organizar, dirigir y reglamentar los trabajos de hidrología en cuencas, cauces y álveos de aguas nacionales, tanto superficiales como subterráneos.
- Administrar, controlar y reglamentar el aprovechamiento de cuencas hidráulicas, vasos, manantiales y aguas de propiedad nacional, y de las zonas federales correspondientes, con exclusión de los que se atribuya expresamente a otra dependencia; establecer y vigilar el cumplimiento de las condiciones particulares que deban satisfacer las descargas de aguas residuales, cuando sean de jurisdicción federal; autorizar, en su caso, el vertimiento de aguas residuales en el mar cuando provenga de fuentes móviles o plataformas fijas; en cuencas, cauces y demás depósitos de aguas de propiedad nacional; y promover y, en su caso, ejecutar y operar la infraestructura y los servicios necesarios para el mejoramiento de la calidad del agua en las cuencas.
- Estudiar, proyectar, construir y conservar las obras de riego, desecación, drenaje, defensa y mejoramiento de terrenos y las de pequeña irrigación.
- Regular y vigilar la conservación de las corrientes, lagos y lagunas de jurisdicción federal, en la protección de cuencas alimentadoras y las obras de corrección torrencial.
- Manejar el sistema hidrológico del Valle de México.
- Controlar los ríos y demás corrientes y ejecutar las obras de defensa contra inundaciones.
- Organizar y manejar la explotación de los sistemas nacionales de riego.
- Ejecutar las obras hidráulicas que deriven de tratados internacionales.
- Intervenir en la dotación de agua a los centros de población e industrias; fomentar y apoyar técnicamente el desarrollo de los sistemas de agua potable, drenaje, alcantarillado y tratamiento de aguas residuales que realicen las autoridades locales, así como programar, proyectar, construir, administrar, operar y conservar las obras y servicios de captación, potabilización, tratamiento de aguas residuales, conducción y suministro de aguas de jurisdicción federal.
- Participar en la determinación de los criterios generales para el establecimiento de los estímulos fiscales y financieros necesarios para el aprovechamiento sustentable de los recursos naturales y el cuidado del medio ambiente.
- Elaborar y aplicar las políticas públicas encaminadas al cumplimiento de las acciones de mitigación y adaptación del cambio climático.
- Otorgar contratos, concesiones, licencias, permisos, autorizaciones, asignaciones, y reconocer derechos en materia de aguas, forestal, ecológica, explotación de la flora y fauna silvestres, y sobre playas, zona federal marítimo terrestre y terrenos ganados al mar.
- Diseñar y operar la adopción de instrumentos económicos para la protección, restauración y conservación del medio ambiente.
- Establecer los mecanismos necesarios para implementar la coordinación y colaboración con la Agencia Nacional de Seguridad Industrial y de Protección al Ambiente del Sector Hidrocarburos y solicitar a dicha Agencia el apoyo técnico que requiera;
- Participar con la Secretaría de Hacienda y Crédito Público en la determinación de los criterios generales para el establecimiento de los estímulos fiscales y financieros necesarios para el aprovechamiento sustentable de los recursos naturales y el cuidado del medio ambiente;
- Coordinar y promover la investigación de la diversidad biológica, así como su conservación y uso sostenible con la participación de la Secretaría de Ciencia, Humanidades, Tecnología e Innovación;
- Regular, autorizar y vigilar las actividades forestales productivas, así como coordinar programas de conservación, aprovechamiento sostenible y restauración, de los suelos forestales y sus ecosistemas;
- Planear, ejecutar, supervisar, dirigir y contratar la realización de obras de infraestructura que tengan como finalidad la conservación, rehabilitación, mejoramiento, desarrollo y funcionamiento de las áreas naturales protegidas o áreas cercanas a ellas, en coordinación con las autoridades competentes y las comunidades que las habiten o cotidianamente las ocupen o las transiten.

## Organigrama

### Sector central
El Manual de Organización General de la Secretaría de Medio Ambiente y Recursos Naturales detalla el sector central a cargo del secretario de la siguiente forma:
- Subsecretaría de Planeación y Política Ambiental
  - Dirección General de Estadística e Información Ambiental
  - Dirección General de Planeación y Evaluación
  - Dirección General de Política Ambiental e Integración Regional y Sectorial
  - Dirección General de Políticas para el Cambio Climático
- Subsecretaría de Fomento y Normatividad Ambiental
  - Dirección General de Energía y Actividades Extractivas
  - Dirección General de Fomento Ambiental Urbano y Turístico
  - Dirección General de Industria
  - Dirección General del Sector Primario y Recursos Naturales Renovables
- Subsecretaría de Gestión para la Protección Ambiental
  - Dirección General de Gestión de la Calidad del Aire y Registro de Emisiones y Transferencia de Contaminantes
  - Dirección General de Gestión Forestal y de Suelos
  - Dirección General de Gestión Integral de Materiales y Actividades Riesgosas
  - Dirección General de Impacto y Riesgo Ambiental
  - Dirección General de Vida Silvestre
  - Dirección General de Zona Federal Marítimo Terrestre y Ambientes
- Oficialía Mayor 
  - Dirección General de Desarrollo Humano y Organización
  - Dirección General de Programación y Presupuesto
  - Dirección General de Recursos Materiales, Inmuebles y Servicios
  - Dirección General de Informática y Telecomunicaciones
- Unidad Coordinadora de Participación Social y Transparencia
- Unidad Coordinadora de Asuntos Internacionales

### Órganos desconcentrados y organismos descentralizados
| Tipo                                    | Dependencia                                                      | Acrónimo |
| --------------------------------------- | ---------------------------------------------------------------- | -------- |
| Órganos administrativos desconcentrados | Comisión Nacional del Agua                                       | CONAGUA  |
| Órganos administrativos desconcentrados | Instituto Nacional de Ecología y Cambio Climático                | INECC    |
| Órganos administrativos desconcentrados | Procuraduría Federal de Protección al Ambiente                   | PROFEPA  |
| Órganos administrativos desconcentrados | Comisión Nacional de Áreas Naturales Protegidas                  | CONANP   |
| Órganos administrativos desconcentrados | Agencia de Seguridad, Energía y Ambiente                         | ASEA     |
| Organismos públicos descentralizados    | Comisión Nacional Forestal                                       | CONAFOR  |
| Organismos públicos descentralizados    | Instituto Mexicano de Tecnología del Agua                        | IMTA     |
| Comisiones intersecretariales           | Comisión Nacional para el Conocimiento y Uso de la Biodiversidad | CONABIO  |

## Actuales titulares del organigrama
| Cargo | Titular                      |
| --- | ---------------------------- |
| Director general de la Comisión Nacional del Agua                                                                        | Efraín Morales López         |
| Procuradora Federal de Protección al Ambiente                                                                            | Mariana Boy Tamborrell       |
| Directora general del Instituto Nacional de Ecología y Cambio Climático                                                  | Mariana Morales Hernández    |
| Director general de la Comisión Nacional Forestal                                                                        | Sergio Humberto Graf Montero |
| Comisionado Nacional de Áreas Naturales Protegidas                                                                       | Pedro Álvarez Icaza Longoria |
| Director general del Instituto Mexicano de Tecnología del Agua                                                           | Adrián Pedrozo Acuña         |
| Secretaria técnica de la Comisión Nacional para el Conocimiento y Uso de la Biodiversidad*                               | Alicia Bárcena Ibarra        |
| *: el secretario de Medio Ambiente y Recursos Naturales es ex officio secretario técnico de la comisión intersecretarial |                              |

## Presupuesto
| Propuesta por               | Cámara de Diputados (legislatura) | Periodo                                    | Presupuesto aprobado (pesos mexicanos) | Ref    |
| --------------------------- | --------------------------------- | ------------------------------------------ | -------------------------------------- | ------ |
| Andrés Manuel López Obrador | LXIV Legislatura                  | 1 de enero de 2019-30 de diciembre de 2019 | 31 020 459 536                         | [ 12 ] |
| Andrés Manuel López Obrador | LXIV Legislatura                  | 1 de enero de 2020-30 de diciembre de 2020 | 29 869 450 777                         | [ 13 ] |
| Andrés Manuel López Obrador | LXIV Legislatura                  | 1 de enero de 2021-30 de diciembre de 2021 | 31 348 192 349                         | [ 14 ] |
| Andrés Manuel López Obrador | LXV Legislatura                   | 1 de enero de 2022-30 de diciembre de 2022 | 40 795 855 575                         | [ 2 ]  |